# Goulburn
Goulburn ist eine Stadt im australischen Bundesstaat New South Wales und liegt etwa 100 km nördlich der australischen Hauptstadt Canberra. Sie liegt in den südlichen Tablelands auf etwa 700 m Höhe.

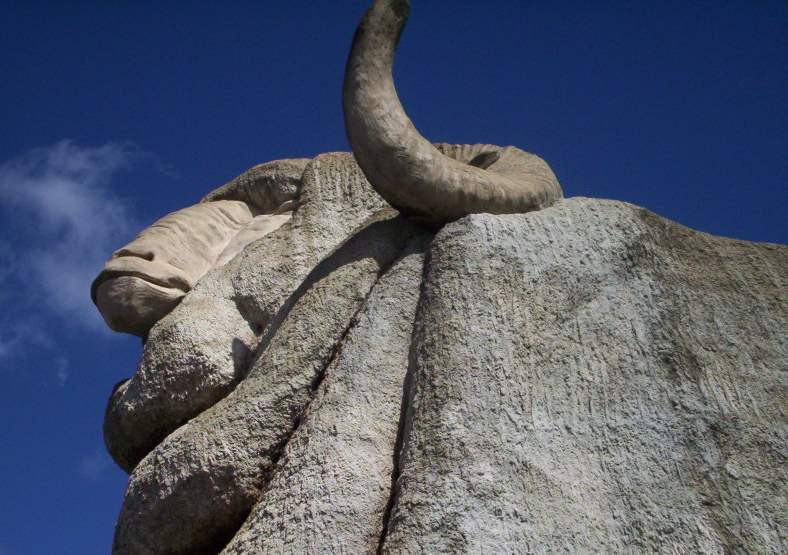
Das „Big Merino“

Goulburn wurde 1833 gegründet; 2021 hatte die Stadt 23.963 Einwohner. Sie ist ein Zentrum der Schafzucht; größte Attraktion ist ein 15 m hohes und 21 m langes Betonbauwerk in Form eines Merinoschafs. Das Big Merino enthält im Innern einen Souvenirshop, darüber eine Wollausstellung und durch die Augen des Merinoschafs kann man zudem die Aussicht genießen.
Goulburn liegt an einer wichtigen Hauptstraße zwischen Canberra und Sydney. Außerdem ist es ein Eisenbahnknoten: Es gibt eine Strecke Richtung Wagga Wagga und Melbourne, eine andere über die Hauptstadt Canberra nach Bombala, eine weitere nach Sydney und eine Nebenstrecke nach Crookwell.
Goulburn ist das Zentrum und Sitz der Verwaltung des Goulburn Mulwaree Council.

## Klima
|                       | Jan  | Feb  | Mär  | Apr  | Mai  | Jun  | Jul  | Aug  | Sep  | Okt  | Nov  | Dez  |   |       |
| Mittl. Tagesmax. (°C) | 27,3 | 26,4 | 24,0 | 20,0 | 15,9 | 12,4 | 11,4 | 13,1 | 16,1 | 19,3 | 21,9 | 25,6 | ⌀ | 19,4  |
| Mittl. Tagesmin. (°C) | 13,4 | 13,5 | 11,2 | 7,7  | 4,8  | 2,4  | 1,3  | 2,1  | 4,6  | 6,7  | 9,0  | 11,5 | ⌀ | 7,3   |
|                       |      |      |      |      |      |      |      |      |      |      |      |      |   |       |
| Niederschlag (mm)     | 63,9 | 56,9 | 57,5 | 55,3 | 50,9 | 47,4 | 45,2 | 59,2 | 51,4 | 57,8 | 68,4 | 54,4 | Σ | 668,3 |
|                       |      |      |      |      |      |      |      |      |      |      |      |      |   |       |
| Regentage (d)         | 10,3 | 9,1  | 9,2  | 9,1  | 10,6 | 11,1 | 12,2 | 12,0 | 10,5 | 11,5 | 11,8 | 9,2  | Σ | 126,6 |

| 13,4 |

| 13,5 |

| 11,2 |

| 7,7 |

| 4,8 |

| 2,4 |

| 1,3 |

| 2,1 |

| 4,6 |

| 6,7 |

| 9,0 |

| 11,5 |

| 13,4 |

| 13,5 |

| 11,2 |

| 7,7 |

| 4,8 |

| 2,4 |

| 1,3 |

| 2,1 |

| 4,6 |

| 6,7 |

| 9,0 |

| 11,5 |

## Städtepartnerschaften
Partnerstädte von Goulburn sind Northlake und El Cajon in den Vereinigten Staaten sowie mit Shibetsu in Japan und Jiangdu in der Volksrepublik China.

## Söhne und Töchter der Stadt
- Mary Gilmore (1865–1962), Schriftstellerin
- Sydney Long (1871–1955), Maler und Radierer
- Edgar Gray (1906–1996), Radrennfahrer
- Geoff Bingham (1919–2009), Schriftsteller
- Bill Sidwell (1920–2021), Tennisspieler
- Kerry Hoole (* 1940), Radrennfahrer
- Andrew McAuley (1968–2007), Abenteurer
- Niall Blair (* 1977), Politiker

Zudem verstarb der Bischof William Lanigan (1820–1900) in der Stadt.